# Aplomya distincta
Aplomya distincta är en tvåvingeart som först beskrevs av Baranov 1931.  Aplomya distincta ingår i släktet Aplomya och familjen parasitflugor.
Artens utbredningsområde är Taiwan. Inga underarter finns listade i Catalogue of Life.